# غرنوقي إسفيني
غرنوقي إسفيني (الاسم العلمي:Geranium cuneatum) هو نوع من النباتات يتبع جنس الغرنوقي من الفصيلة الغرنوقية.